# Fontebranda
Fontebranda est l'une des fontaines de la ville médiévale de Sienne, située dans le terzo de Camollia, dans la contrada de l'Oca, près de la Porte de Fontebranda.

## Histoire
La fontaine a été construite au XIIIe siècle par la Guilde/a de(l)la Laine/Lana). Sa première mention date de 1081, des documents relatent son élargissement par Bellamino en 1193. Elle est reconstruite dans sa forme actuelle en 1246, et citée par Dante Alighieri dans la Divine Comédie (Enfer/Inferno - Canto/chant trentesimo/XXXe, vv. 76-78).

## Structure
La façade de la fontaine dispose de trois arches gothiques, et d’un toit crénelé qui s'étend sur un réservoir dont les canalisations d'alimentation en eau parcourent plusieurs kilomètres.